# Shanghai Baby
Shanghai Baby is een boek geschreven door de schrijfster Wei Hui. Het was de eerste roman die ze geschreven heeft. Het Chinese boek is in 1999 gepubliceerd en de Engelse vertaling werd in 2001 gepubliceerd. Het boek telt 32 hoofdstukken en 286 pagina's. Het boek dat Hui hierna schreef is getiteld "Trouwen met Boeddha".

## Verhaal
Dit boek gaat over een jonge vrouw genaamd Ni Ke, maar ze wordt vooral Coco genoemd (naar de modeontwerpster Coco Chanel). Coco is een "ongeremde vrouw" en ze wil graag het moderne leven in Shanghai ontdekken. Ze is hip, stoer maar ook een beetje ijdel. Ze heeft een vriendje Tiantian en Coco houdt heel erg van hem. Alleen Tiantian heeft vele problemen met zijn familie. Tiantians vader is overleden en zijn moeder ging er vandoor met een andere liefde. Tiantian vermoedt dat zijn moeder misschien zijn vader vermoord heeft. Tiantian is een kunstschilder, maar hij is kwetsbaar en gevoelig. Door alle problemen met zijn familie is er iets mis met Tiantian. Hij is niet de enige waar Coco zich aangetrokken voor voelt.
Coco krijgt een affaire met een Duitser, genaamd Mark, maar daar blijft het niet bij. Er wordt vaker afgesproken. Tiantian is voor de liefde, Mark is voor de lust. Coco houd het geheim voor Tiantian dat ze meerdere affaires met Mark heeft, alleen haar beste vriendin Madonna en haar nichtje Zhu Sha weten hiervan.

## Verbod
Dit boek is in China verboden en in beslag genomen. Het werd als decadent benoemd. 40.000 exemplaren van Shanghai Baby zijn in het openbaar verbrand. De Chinese overheid wilde de vele seksscènes met gay, bi en lesbische personages niet afbeelden als iets normaals binnen hun cultuur.